# هيروكي أبه
هيروكي أبي (باليابانية: 安部 裕葵) (28 يناير 1999 في طوكيو في اليابان – )؛ هو لاعب كرة قدم ياباني يلعب كمهاجم دولي ياباني ينشط حاليا مع رديف برشلونة ويعتبر من المواهب اليابانية الواعدة رفقة تاكي كوبو لاعب ريال مدريد.

## وصلات خارجية
- هيروكي أبه على موقع الاتحاد الأوربي (الإنجليزية)
- هيروكي أبه على موقع رابطة كرة القدم اليابانية للمحترفين (اليابانية)
- هيروكي أبه على موقع قاعدة بيانات كرة القدم.إي يو (الإنجليزية)
- هيروكي أبه على موقع ليكيب (الفرنسية)
- هيروكي أبه على موقع ناشيونال فوتبول تيمز (الإنجليزية)
- هيروكي أبه على موقع Soccerbase.com (لاعب) (الإنجليزية)
- هيروكي أبه على موقع Soccerway.com (الإنجليزية)
- هيروكي أبه على موقع عالم كرة القدم.نت (الإنجليزية)